# Мисисога
Мисисога (енгл. Mississauga) је град у Канади у покрајини Онтарио. Према попису из 2021. било је 717.961 становника. Мисисога је шести највећи град Канаде. Налази се у Провинцији Онтарио на ушћу реке Кредит у Језеро Онтарио и простире се на површини од 288,42 km². Мисисога и Торонто чине јединствену градску целину.
У давној прошлости подручје града су насељавали Алгонквин Индијанци. У њиховом језику Мисисога значи „северна река са много ушћа“. 
Град је настао уједињењем насеља Стритсвил (најстарије насеље), Ериндејл, Порт Кредит, село Медоувејл, Куксвил, Кларксон и Еплвуд. По подацима из 2006, град је имао око 704.000 становника, али се због велике стопе прилива становништва оно брзо увећава. Од 2001. до 2006. стопа раста становништва била је 9,1% годишње.

## Становништво
Према резултатима пописа становништва из 2011. у граду је живело 713.443 становника, што је за 6,7% више у односу на попис из 2006. када је регистровано 668.599 житеља.
| 2006.   | 2011.   | 2016.   |
| ------- | ------- | ------- |
| 668.599 | 713.443 | 721.599 |

За само 59% становника Мисисоге енглески језик је матерњи. Доста становника говори кинески и пољски. 

## Привреда
У граду послује више од 18.000 предузећа. Ту се налази највећи аеродром Канаде Међународни аеродром Пирсон. Кроз град пролази највећи ауто-пут Онтарија, ауто-пут 401.

## Партнерски градови
- Карија
- Тангеранг